# گراچو کاردوسو
گراچو کاردوسو (به پرتغالی: Graccho Cardoso) یک منطقهٔ مسکونی در برزیل است که در سرژیپه واقع شده‌است. گراچو کاردوسو ۲۴۲٫۵ کیلومتر مربع مساحت و ۵٬۸۲۴ نفر جمعیت دارد و ۲۴۲ متر بالاتر از سطح دریا واقع شده‌است.